# David Bascombe
David Bascombe (ou Dave Bascombe) est un producteur anglais. Il a appris les métiers de studio sur le tas et acquis une solide réputation avec l'album de Tears for Fears Songs from the Big Chair, qu'il a coproduit avec Chris Hughes. Le groupe anglais refait appel à lui pour leur album The Seeds of Love en 1989 (album contenant Sowing the Seeds of Love), révélant un travail de production proche de celui des albums des Beatles). 
David Bascombe a également produit Music for the Masses de Depeche Mode, Echo and the Bunnymen, So de Peter Gabriel, Octopus de Human League, Coming Up pour Suede, Chorus et Other People's Songs d'Erasure, ainsi que Oleta Adams et The Verve, et mixé l'album Alice & June d'Indochine.
Il collabora à de nombreuses reprises avec des artistes du label Mute.